# Sea Islands
Le Sea Islands sono una serie di isole "a barriera" che si trovano davanti alle coste del sud-est degli Stati Uniti, nell'Oceano Atlantico. Si trovano in particolare tra le foci dei fiumi Santee e St. Johns, negli Stati di Carolina del Sud, Georgia e Florida.

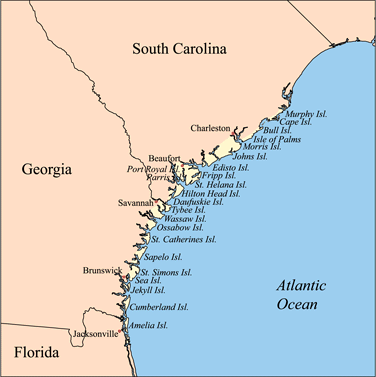
Mappa delle Sea Islands

## Storia
Nell'agosto 1893 sono state colpite da un ciclone tropicale chiamato Sea Islands Hurricane.

## Localizzazione
Si tratta di circa 100 isolette appartenenti alle seguenti contee:
Carolina del Sud
- Contea di Charleston: Dewees Island, Edisto Island, Folly Island, Isle of Palms, James Island, Johns Island, Kiawah Island, Morris Island e altre.
- Contea di Beaufort: Fripp Island, Daufuskie Island, Harbor Island, Hunting Island, Morgan Island, Parris Island e altre.
- Contea di Colleton: Bear Island.

Georgia
- Contea di Chatham: Tybee Island, Cockspur Island, Isle of Hope, Wassaw Island, Ossabaw Island, Skidaway Island e altre.
- Contea di Liberty: St. Catherine's Island e altre.
- Contea di McIntosh: Blackbeard Islan, Sapelo Island.
- Contea di Glynn: Jekyll Island, Sea Island, St. Simons Island e altre.
- Contea di Camden: Cumberland Island.

In Florida la maggiore Sea Island è chiamata Amelia Island.